# غني (اسم)
غني هو اسم علم مذكر من أصل عربي، ومعناه هو المكتفي المستغني.
وهو اسم يدل على الاكتفاء والغنى عن كل شيء أو وغنى النفس أو غنى المال أو الربح الكثير واسم غني هو أحد أسماء الله الحسنى "الغني"
1. غَنيَ: (فعل)
  - غنِيَ / غنِيَ بـ / غنِيَ عن / غنِيَ في يَغنَى ، اغْنَ ، غُنْيَانٌ، غَنَاءٌ، غِنىً ،... المزيد
  - غنِي فلانٌ :كثُر مالُه وصار ثَرِيًّا، ملَك ما يفيض عن حاجته
  - غَنِيَ بِمَا لَدَيْهِ : اِكْتَفَى، اِسْتَغْنَى
  - غنِي المكانُ: عُمِر
  - غَنِيتُ لك مِنِّي بالمودة والبِرِّ: أي بَقِيتُ
  - غَنِيَ المرأَةُ بزوجها غِنًى، وغُنيانًا: استغنت به
2. غَنِيّ: (اسم)
  - غَنِيّ : فاعل من غَنيَ

## شخصيات تحمل الاسم
- غني ميرزو (1968 – )

## وصلات خارجية
- موسوعة السلطان قابوس لأسماء العرب نسخة محفوظة 5 أبريل 2019 على موقع واي باك مشين.